# Sinnaps
Sinnaps es una aplicación web para la planificación y gestión de proyectos y equipos de trabajo. Las funcionalidades de esta herramienta están orientadas a gestionar empresas de todo tipo de sectores y tamaños, donde se gestionan proyectos colaborativos. 
Su tecnología permite la priorización lógica de las actividades. Una vez el usuario planifica, Sinnaps prioriza las tareas y calcula automáticamente una ruta de trabajo optimizada. Todo el equipo de trabajo puede ir gestionando día a día sus proyectos desde un tablero ágil, donde se agrupan las actividades basándose en la planificación de los proyectos. Desde esta aplicación web también se pueden gestionar los recursos utilizados en cada actividad.
El objetivo de Sinnaps es ayudar a las empresas a trabajar de manera optimizada y permitiendo un trabajo colaborativo, mientras cada persona va siguiendo la evolución del trabajo a tiempo real.
Su fundador y CEO, Richard Balet, empezó a diseñar Sinnaps en enero de 2015 en Zaragoza (España). Y comenzó a comercializarse como SaaS en enero de 2017. 
A principios de 2018, Sinnaps supera los 20.000 usuarios y sobrepasa el medio millón de visitas a su web al mes, en un año. La aplicación web se expande internacionalmente, siendo utilizada en más de 43 países.

## Historia
Sinnaps nace con el nombre de Ulises en diciembre de 2013, siendo un prototipo de software privado y especializado en renderizar y calcular flujos de trabajo. De ahí, que poco a poco se fuera convirtiendo en una herramienta para planificar proyectos profesionales. 
Richard Balet, fundador y CEO de Sinnaps, empezó a utilizar Ulises de manera privada. Su trabajo en diferentes consultoras internacionales, especializadas en la optimización de procesos industriales, requería de una herramienta capaz de solucionar los problemas de sus clientes. Así, nació Ulises. 
Ante el gran interés generado hasta el momento por sus clientes y los buenos resultados obtenidos con Ulises, Richard Balet decide rebautizar a Ulises por Sinnaps en enero de 2015. Un año después y tras reunir financiación, se lanza Sinnaps como on-premises software, una primera versión para empresas.
Durante 2016, Sinnaps se va convirtiendo en una aplicación web alojada en la nube y disponible para todo tipo de equipos de trabajo y proyectos colaborativos. La herramienta pasó de tener un uso exclusivo para empresas a tener aptitudes para dirigirse al usuario único o que forme parte de un equipo de trabajo.
En febrero de 2017 se lanza una primera versión SaaS gratuita y abierta a todo tipo de usuario. A partir de entonces, la usabilidad va tomando un papel protagonista en su evolución. Siete meses después, Sinnaps lanza en beta su aplicación móvil para Android.

## La tecnología de Sinnaps
El equipo de trabajo de Sinnaps ha desarrollado una tecnología propia e inteligente, a la que han denominado REDES (Renderizado Dinámico de Escenarios). Esta calcula automáticamente las actividades prioritarias de la planificación, así como los puntos críticos de trabajo y los cuellos de botella, a través de técnicas PERT (Project Evaluation and Review Techniques o Técnicas de Revisión y Evaluación de Proyectos) y CPM (Critical Path Method o método de la ruta crítica). 
Estas técnicas permiten la priorización automática de las tareas, a partir de la planificación del usuario. Todos los miembros del equipo realizan una gestión diaria de sus proyectos desde un tablero ágil Kanban con actividades ordenadas y organizadas según la planificación de cada proyecto. 
La aplicación web evalúa la evolución del proyecto de manera continua y permite una planificación flexible, sugiriendo mejoras de gestión basadas en algoritmos estandarizados de Valor Ganado (EVM). La planificación está representada a través de una variación del diagrama de Gantt, denominado Gantt-Flow, con el fin de facilitar la visualización e intuición general del proyecto.
Esta tecnología permite combinar métodos ágiles con predictivos, al mismo tiempo.

## Características
- Optimiza la duración del proyecto.
- Determina la prioridad de las actividades.
- Identifica las tareas más importantes para evitar retrasos, a lo que se le denomina camino crítico o ruta crítica.
- Detecta cuellos de botella o actividades, que determinan la continuidad y holgura del proyecto.
- Chat.
- Sistema de notificaciones personalizadas.
- Muro de proyecto y muro de actividad.
- Gestión de permisos y roles de equipo.
- Comparte los documentos y enlaces externos.
- Genera informes de proyecto e informes de recursos.
- Evalúa el desarrollo del proyecto de forma continuada y a tiempo real, basándose en técnicas de EVM (Earned Value Management).
- Plantillas[9]
- Disponible para dispositivos Android.[10]
- Lenguaje del soporte en inglés y español.